# Formicivora serrana
Formicivora serrana là một loài chim trong họ Thamnophilidae.